# Roodstaartwoestijnleeuwerik
De roodstaartwoestijnleeuwerik (Ammomanes phoenicura) is een zangvogelsoort uit de familie leeuweriken (Alaudidae). Het is een op de grond levende vogel die voorkomt in droge, steenachtige gebieden in India en Pakistan.

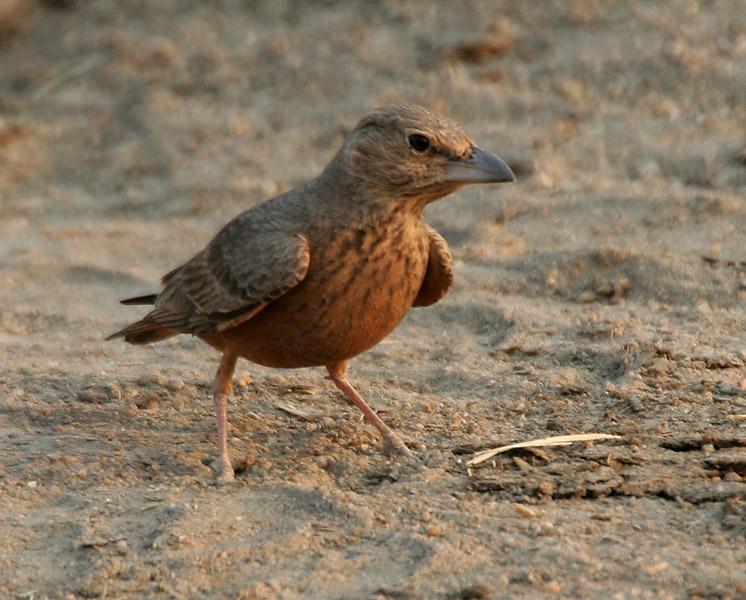
Volwassen vogels hebben streepjes op de keel en borst

## Kenmerken
De roodstaartwoestijnleeuwerik is een roodbruine tot zandkleurige vogel die lijkt op de rosse woestijnleeuwerik. De vogel heeft een vrij brede, naar beneden gebogen snavel die grijs van kleur is. De basis van de ondersnavel is vleeskleurig, net als de poten. De vogel heeft een rode stuit en staart met een donkere eindband die naar de randen van de staart breder wordt. De zuidelijke ondersoort is lichter van kleur.

## Verspreiding en leefgebied
Er worden twee ondersoorten onderscheiden:
- A. p. phoenicura (Noordoost-Pakistan en Midden-India)
- A. c. testacea (Zuid-India)

Het leefgebied bestaat uit laag liggende, droge gebieden met heel weinig begroeiing en geen bomen.

## Status
De roodstaartwoestijnleeuwerik heeft een groot verspreidingsgebied en daardoor alleen al is de kans op de status kwetsbaar (voor uitsterven) uiterst gering. Plaatselijk is de vogel nog zeer algemeen en de aantallen blijven stabiel. Om deze redenen staat deze leeuwerik als niet bedreigd op de Rode Lijst van de IUCN.